# モンタナ州全州選挙区
モンタナ州全州選挙区（モンタナしゅうせんしゅうせんきょく、英語: Montana's at-large congressional district）は、アメリカ合衆国連邦下院の選挙区。定数1人の小選挙区制。1889年3月4日に設置され、1919年3月4日に廃止された。その後、1993年1月3日に再設置され、2020年の国勢調査の結果により再廃止された。

## 概要

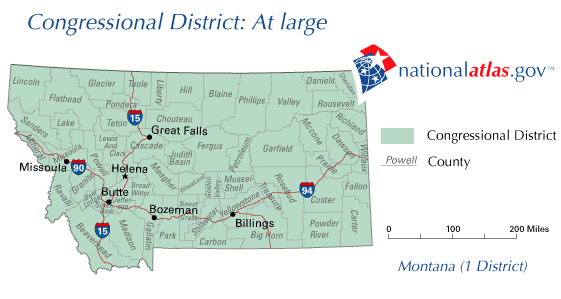
モンタナ州全州選挙区

1889年にモンタナ州が州に昇格して以降、州全体を区域としたモンタナ州全州選挙区が設置され、1913年に定数が2人に増加し、選挙の上位2名が議席を獲得するようになった。1919年、西部の第1選挙区と東部の第2選挙区の地理的な選挙区が2つ設置された。その後、1990年の国政調査の結果を受け、モンタナ州に配分される下院議席が1となったため、2つの選挙区が廃止され、定数1の全州選挙区が再設置された。
2011年時点で、最も人口が多く、かつアラスカ州についで2番目に面積の広い下院選挙区であった。1996年選挙以来、共和党候補が一貫して当選していた。
2020年国勢調査の結果を受け、2022年の中間選挙から西部の第1選挙区と東部の第2選挙区に再分割され、全州選挙区は廃止された。

### 区域
モンタナ州 - 全域

### データ
- 人口(2019年) - 1,068,778人[3]
- 分布(2010年) - 都市人口： 55.89%/ 農村人口： 44.11%[4]
- 世帯収入の中央値(2019年) - 57,153ドル[3]
- 民族構成 - 白人(89.4%)、アメリカ先住民/アラスカ先住民(6.3%)[5]

## 大統領選挙結果
2020年現在、モンタナ州には3人の選挙人が配分されている。2024年大統領選挙以降、選挙人が1人増えて4人となる予定である。
| 1892年 - 1908年 | 1912年 - 1988年 | 1992年 - 2020年 | 2024年 - |
| --------------- | --------------- | --------------- | -------- |
| 3               | 4               | 3               | 4        |

### 大統領選挙結果
| 年     | 勝利候補                    | 敗北候補                   |
| ------ | --------------------------- | -------------------------- |
| 2000年 | ジョージ・W・ブッシュ(58%)  | アル・ゴア (33%)           |
| 2004年 | ジョージ・W・ブッシュ (59%) | ジョン・ケリー (38%)       |
| 2008年 | ジョン・マケイン (50%)      | バラク・オバマ (47%)       |
| 2012年 | ミット・ロムニー (55%)      | バラク・オバマ (41%)       |
| 2016年 | ドナルド・トランプ (56%)    | ヒラリー・クリントン (35%) |
| 2020年 | ドナルド・トランプ (57%)    | ジョー・バイデン (41%)     |